# Humotitla Coyuco
Humotitla Coyuco är en ort i Mexiko.   Den ligger i kommunen Huejutla de Reyes och delstaten Hidalgo, i den sydöstra delen av landet, 210 km norr om huvudstaden Mexico City. Humotitla Coyuco ligger 138 meter över havet och antalet invånare är 188.
Terrängen runt Humotitla Coyuco är platt åt nordväst, men åt sydost är den kuperad. Runt Humotitla Coyuco är det ganska tätbefolkat, med 70 invånare per kvadratkilometer. Närmaste större samhälle är Huejutla de Reyes, 11,0 km väster om Humotitla Coyuco. Trakten runt Humotitla Coyuco består till största delen av jordbruksmark.